# Мурапталовська сільська рада
Мурапта́ловська сільська рада (рос. Мурапталовский сельский совет) — муніципальне утворення у складі Куюргазинського району Башкортостану, Росія. Адміністративний центр — село Новомурапталово.

## Населення
Населення — 2662 особи (2019, 2942 в 2010, 2817 в 2002).

## Склад
До складу поселення входять такі населені пункти:
| Населений пункт            | Населення, осіб (2002) | Населення, осіб (2010) |
| -------------------------- | ---------------------- | ---------------------- |
| Аксарово, присілок         | 335                    | 321                    |
| Кизил-Маяк, присілок       | 31                     | 40                     |
| Красний Мяк, присілок      | 129                    | 169                    |
| Мураптал, присілок         | 40                     | 41                     |
| Новоаллабердіно, присілок  | 35                     | 19                     |
| Новокалтаєво, присілок     | 110                    | 118                    |
| Новомурапталово, присілок  | 1171                   | 1289                   |
| Старомурапталово, присілок | 353                    | 380                    |
| Юшатирка, присілок         | 200                    | 222                    |
| Якутово, присілок          | 344                    | 343                    |